# ГИ (серия домов)
ГИ — серия жилья массовой застройки в СССР, разработанная в Ленпроекте в 1950-е годы.

## Описание
Производителем этих домов являлся Автовский ДСК-3, специально построенный для изготовления таких домов. При производстве в плиты добавлялся асбест.
До 1961 года дома выполнялись из крупных блоков (Г-1И и Г-3И). Затем дома монтировались из крупных панелей. Наружные стены выполнены из легких газобетонных элементов. Стены не декорировались — при производстве в плиты добавлялся окрас. Балконы и подоконники отсутствуют. Отличительными особенностями данной серии (для домов в пятиэтажном исполнении) является наличие только двух квартир на этаже (всего 10 квартир в подъезде), а также отсутствие однокомнатных и двухкомнатных вариантов квартир (только трёхкомнатные 41 м2 и четырёхкомнатные 49 м2). В квартирах кухни площадью 5 м2, совмещенные санузлы — 2 м2. Высота потолка 2,5 м, в санузле 2,3 м. Однокомнатные и двухкомнатные квартиры появились только в более поздних «башнях». 
Встречаются чертежи «точечных» (одноподъездных) домов без однокомнатных квартир, - «однушки» на них присоединены к «двушкам», а угловые комнаты имеют дополнительные одностворчатые окна. Подобный проект реализован не был.  Трёхкомнатная квартира в советские времена так и именовалась: «пятнадцать—девять—шесть» — эти цифры обозначали площади комнат. И все, кто в те годы занимался обменами, прекрасно понимали, о каком типе домов и о каких именно квартирах идет речь. Четырехкомнатная квартира отличалась от трехкомнатной только наличием еще одной комнаты — 8 м2.
Жильё в этих домах является одним из самых недорогих и доступных в Санкт-Петербурге.
В 1990-х — 2000-х годах обсуждались перспективы реконструкции домов серии ГИ, однако до сих пор единого подхода не выработано. В 1991 году был произведён экспериментальный капремонт дома на бульваре Новаторов, 3 с перепланировкой и надстройкой технического этажа. В начале 2000-х годов несколько домов серии ГИ в Дачном было снесено. Пятиэтажный дом по адресу Ленинский пр., 135 корп. 5 был реконструирован и стал частью нового жилого здания. 
Строились в Ленинграде и Колпино, Выборге, Приозерске и Пикалёво с 1960 по 1969 год, также в посёлке Свердлова и отдельные дома в Ломоносове, посёлке Ленсоветовский, Колтушах, Никольском, Любани и посёлке Пудомяги. Расположены преимущественно в Кировском (1420 тыс. м²), Московском (268 тыс. м²) и Красносельском (138 тыс. м²) районах Санкт-Петербурга. На 2011 год жилой фонд этой серии насчитывает более 2 млн. м² общей площади.

### Типовые проекты
- Административные здания. Служебная постройка бывшего стадиона ЛЭМЗ, собранная из панелей серии ГИ Автовского ДСК. Расположена по адресу Петергофское шоссе, дом 72. Ныне здание снесено. Аналогичное здание располагалось на территории бывшего автобусного парка №4. Снесено вместе с автопарком. 
  - 3 этажа, 1 секция.
- Г-1И. Серия строилась в пять и семь подъездов. Торцевые окна у домов близки друг к другу. Первый дом серии: Автовская улица, дом 34[7].
  - 5 этажей, 5 секций, 50 квартир.
- Г-2И, Г-2П, Г-24. Серия строилась в пять и семь подъездов. Торцевые окна, также как в домах серии Г-1И, близки друг к другу, и крайние секции также, как и в домах серии Г-1И по размеру больше, чем средние. Одностворчатые кухонные окна в крайних секциях заменены на более широкие двухстворчатые. 
  - 5 этажей, 5 секций, 50 квартир;
  - 5 этажей, 7 секций, 70 квартир.
- Г-3, Г-3И. Серия строилась только в семипарадной конфигурации, торцевые окна дальше друг от друга, чем в домах серий Г-1И и Г-2И, а все парадные по размеру примерно одинаковы. В крайних секциях между парадной и торцом здания — только узкие кухонные окна. Также от серий Г-1И и Г-2И данные модификации внешне отличаются расположением окон на фасаде. 
  - 5 этажей, 7 секций, 70 квартир.
- Г-3МИ. Дома стоят на дополнительном фундаменте. На первых этажах таких 6-этажных домов, находятся магазины. Таких домов в Ленинграде построено всего шесть, все — друг напротив друга на Краснопутиловской улице. Примечательно, что в проектных чертежах над первым этажом-магазином всего по 4 жилых этажа. 
  - 6 этажей, 7 секций, 70 квартир.
- Г-4П. Точечная шестиэтажная модификации серии ГИ. Лестница без естественного освещения, окон у неё нет за исключением надстройки на крыше, которой оканчивается лестничная клетка.
  - 6 этажей, 36 квартир.
- Г-4И. Восьмиэтажная версия «точки». В здание добавлен лифт.
  - 8 этажей и 48 квартир.
- Г-5И. Девятиэтажная версия «точки», самая распространённая[7] среди них. Помимо этажности, от домов серий Г-4П и Г-4И отличается наличием проходного чердака. 
  - 9 этажей, 54 квартиры.